# The Pallbearer
The Pallbearer (Mi desconocido amigo en España y El funebrero en Hispanoamérica) es una película cómica-romántica estadounidense protagonizada por David Schwimmer, Gwyneth Paltrow, Toni Collette, Michael Vartan, Michael Rapaport, y Barbara Hershey. Se proyectó por primera vez en el Festival de Cannes de 1996.

## Reparto
| Actor            | Personaje       |
| ---------------- | --------------- |
| David Schwimmer  | Tom Thompson    |
| Gwyneth Paltrow  | Julie DeMarco   |
| Toni Collette    | Cynthia         |
| Michael Vartan   | Scott           |
| Michael Rapaport | Brad Schorr     |
| Barbara Hershey  | Ruth Abernathy  |
| Carol Kane       | Sra. Thompson   |
| Bitty Schram     | Lauren          |
| Jean De Baer     | Suzanne DeMarco |
| Mark Margolis    | Philip DeMarco  |
| Elizabeth Franz  | Tía Lucille     |

## Estreno y recepción
The Pallbearer se estrenó como el número 9 en su fin de semana de estreno con $2.319.236. Al terminar su proyección en las salas de cine, la película recaudó en total $5.656.388 en los Estados Unidos.